# ブラン山
ブラン山（Mont Blanc）は、標高3.6kmの月のアルプス山脈の最高峰である。月面座標北緯45.0°、東経1.0°に位置し、直径は約25kmである。地球のアルプス山脈のモンブランに因んで命名された。